# 欧仁·科多尼耶
欧仁·科多尼耶（法語：Eugène Cordonnier，1892年11月16日—1967年1月3日），法国男子竞技体操运动员。他曾获得1920年夏季奥运会男子团体全能铜牌和1924年夏季奥运会男子团体全能银牌。